# 东坡傣族乡
东坡傣族乡是中华人民共和国云南省楚雄彝族自治州武定县下辖的一个民族乡。

## 行政区划
东坡傣族乡下辖以下村级行政区划单位：
东坡村、达卧村、庄房村、水口村、所所卡村、以赤叨村、东甸村和白马口村。